# محمد الدرواش
 هو محمد راشد محمد درواش الشامسي ممثل إماراتي اشتهر بدور الكراني في المسلسل التراثي الكوميدي الذي حاز على شهرة واسعة في الدول العربية والذي مازل يتكرر عرضة على القنوات الفضائية مسلسل أشحفان مع مجموعة من الفنانين الإماراتيين على رأسهم الراحل سلطان الشاعر، شارك في العديد ألاعمال التلفزيونية أهمها
مسلسل أشحفان، ومسلسل سيف نشوان، ومسلسل طول عمر وأشبع طماشة ومسلسل سياحة بالوطن ومسلسل سياحة بالتاريخ ومسلسل حمود وعبود ومسلسل الدنيا سوالف.